# 아제르바이잔 요리

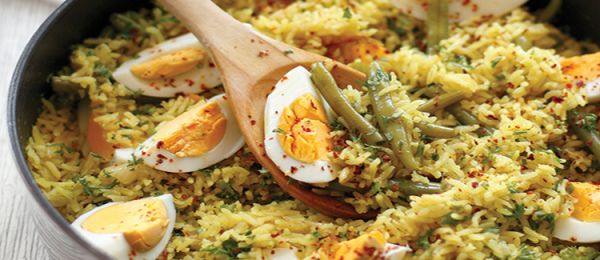
플로브(필라프)

아제르바이잔 요리(Azerbaijan 料理, 아제르바이잔어: Azərbaycan mətbəxi 아재르바이잔 매트배히)는 서아시아 캅카스 지역에 있는 아제르바이잔의 요리이다. 이란 요리, 튀르키예 요리, 중앙아시아 요리와 공통점이 있다.

## 간식
아제르바이잔 요리는 가벼운 스낵과 주류를 함께 먹거나 동반하는 반찬이 있다.

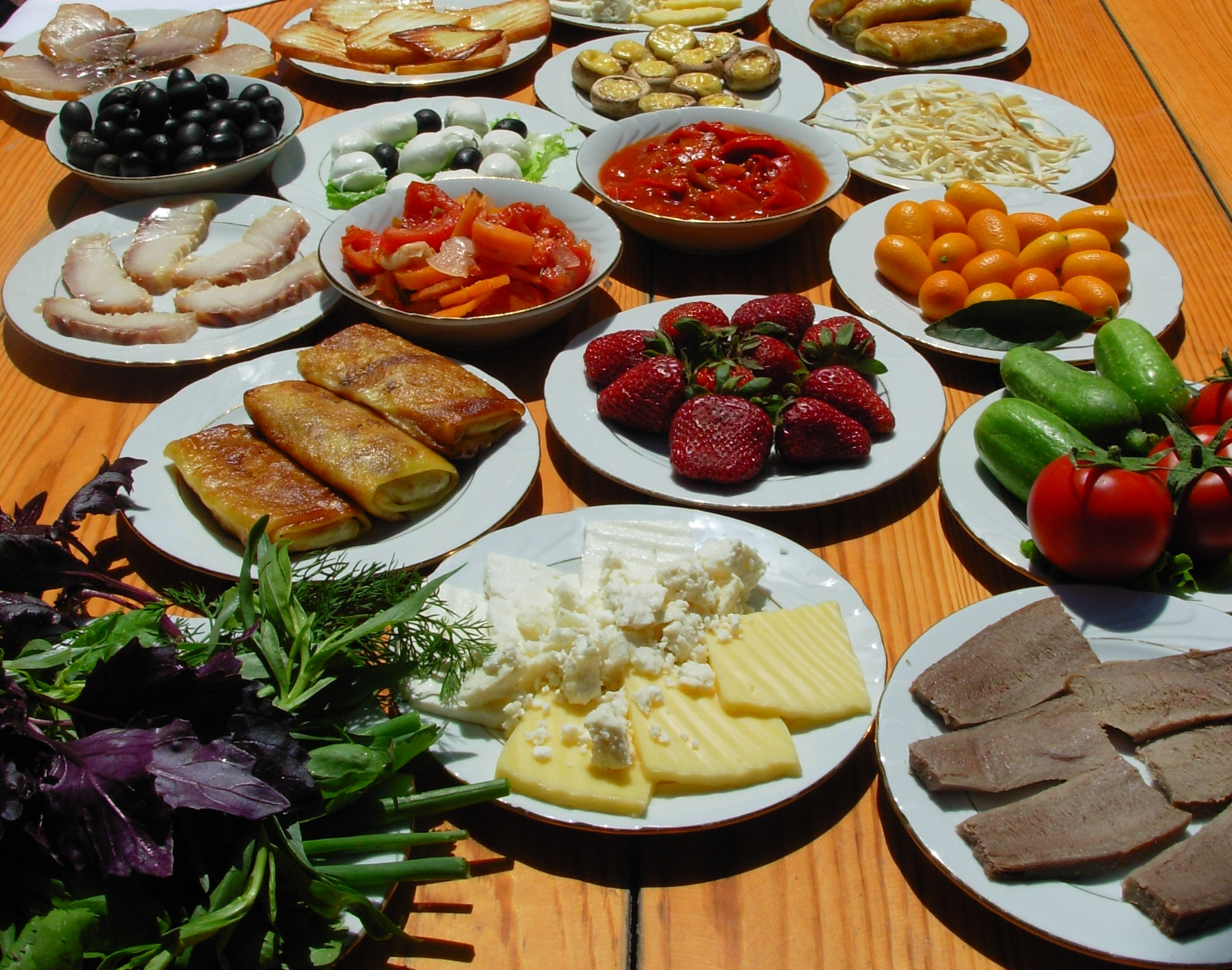
아제르바이잔 요리의 간식

## 요리
주된 요리는 다음의 선택을 포함할 수 있다.

### 고기
- 발리크
- 돌마
- 뒤슈베레
- 구탑
- 바스티르마

### 수프
- 피티
- 도브가
- 쇼르바

### 쌀
- 플로브
  - 샤흐 플로브

## 같이 보기
- 캅카스 요리